# Тіфліс (еялет)
Еялет Тіфліс або Тіфліське бейлербейство — адміністративно-територіальна одиниця Османської імперії. Існував у 1578—1603 та 1724—1734 роках. Утворився внаслідок османських завоювань у Персії.

## Історія

### Бейлербейлик
У 1578 році з початком війни проти Персії Лала Мустафа-паша захопив усю Грузію, де в Тіфлісі утворив бейлербейство. Згодом воно стало важливою військовою та економічною базою у війні проти Персії, що завершилася перемогою Османів й укладанням 1590 року Стамбульського договору. У 1586 році адміністративний центр перенесено до міста Горі, утворивши Горійське бейлербейство.

### Еялет
Занепад династії Сефевідів у 1720-х роках призвів до активізації османів на Кавказі. У 1724 році під час чергової війни з Персією (1723—1727 років) османські війська зайняли більшу частину Грузії, де утворили еялет. Першим очільником став Аріф Ахмед-паша. До 1727 року було підкорено також вірменські та азербайджанські землі. Відповідно за Гамаданським договором 1727 року тіфліський еялет залишився у складі Османської імперії. Першим очільником еялетом став Реджеп-паша.
У 1732 році Надир Шах, що відновив цілісність Персії, розпочав нову війну проти Османів. У 1735 році персам вдалося захопити Закавказзя разом з тіфліським еялетом. За умовами Константинопольського договору 1736 року османська імперія погодилася з втратою цих територій.

## Структура
Складався з 8 лів (на кшталт санджаків): Тіфліс, Сомхіт, Акчакала, Газах, Горі, Мухрані, Тріялет, Кайгулу.